# Ірпінь (Гореничі)
«Ірпі́нь» — аматорський футбольний клуб із села Гореничів Києво-Святошинського району Київської області. Виступала в чемпіонаті ААФУ 2009 року. Володар Кубка ААФУ 2008 року.

## Відомі гравці
- Владислав Сухомлинов
- Сергій Ребров